# Vauchamps (Doubs)
Vauchamps è un comune francese di 129 abitanti situato nel dipartimento del Doubs nella regione della Borgogna-Franca Contea.

## Società

### Evoluzione demografica
Abitanti censiti